# Marsdenia fontellana
Marsdenia fontellana är en oleanderväxtart som beskrevs av G. Morillo och G. Carnevali. Marsdenia fontellana ingår i släktet Marsdenia och familjen oleanderväxter. Inga underarter finns listade i Catalogue of Life.